# Sega Superstars Tennis
Sega Superstars Tennis est un jeu vidéo de tennis édité par Sega et développé par Sumo Digital sur PS3, Xbox 360, Wii, PS2 et Nintendo DS. Il est sorti le 18 mars 2008 en Europe et aux États-Unis. Le jeu réunit de nombreux personnages de l'univers Sega.

## Système de jeu

### Personnages

#### Personnages principaux
- Sonic (Sonic the Hedgehog) [Vitesse]
- Tails (Sonic the Hedgehog) [Effet]
- Dr Eggman(Sonic the Hedgehog) [Puissance]
- Nights (Nights into Dreams) [Complet]
- Beat (Jet Set Radio) [Vitesse]
- Ulala (Space Channel 5) [Contrôle]
- AiAi (Super Monkey Ball) [Effet]
- Amigo (Samba de Amigo) [Puissance]

#### Personnages débloquables
- Shadow (Sonic the Hedgehog) [Vitesse]
- Amy Rose (Sonic the Hedgehog) [Complet]
- Reala (Nights into Dreams) [Complet]
- MeeMee (Super Monkey Ball) [Effet]
- Gum (Jet Set Radio) [Vitesse]
- Pudding (Space Channel 5) [Contrôle]
- Gilius (Golden Axe) [Puissance]
- Alex Kidd (Alex Kidd) [Contrôle]

### Niveaux

#### Niveaux de base
- Green Hill Zone (Sonic the Hedgehog)
- Base d'Eggman (Sonic the Hedgehog)
- Curien Mansion (The House of the Dead)
- Space Channel 5
- Samba de Amigo
- Super Monkey Ball

#### Niveaux débloquables
- Nights into Dreams
- After Burner
- Out Run

### Mini-jeux
En plus des niveaux classiques et du mode tournoi, le jeu offre aussi au joueur la possibilité de participer à de mini-jeux tirés de diverses séries (8 en tout). Chaque jeux est divisées en 10 mini-jeux, soit 80 mini-jeux.
- Sonic the Hedgehog
- The House of the Dead
- Jet Set Radio
- Puyo Puyo
- Super Monkey Ball
- Virtua Squad
- Space Harrier
- ChuChu Rocket!